# Merle Antony Tuve
Merle Anthony Tuve (Canton, Dakota do Sul, 27 de junho de 1901 – Bethesda, Maryland, 20 de maio de 1982) foi um geofísico estadunidense

## Prêmios
- Medalha Presidencial por Mérito 1946[1]

## Publicações selecionadas
- Velocity structures in Hydrogen Profiles: A sky atlas of neutral hydrogen emission  (1973)
- The Third Cosmos Club Award: Merle A. Tuve (1966)
- The Forces Which Govern the Atomic Nucleus  (1938)